# Milan Petržela
Milan Petržela (Praga, 19 de junio de 1983) es un futbolista checo. Juega de centrocampista y su equipo es el F. K. Viktoria Žižkov de la Liga Nacional de Fútbol de la República Checa. 

## Selección nacional
Ha sido internacional con la selección de fútbol de la República Checa en 19 ocasiones.

### Participaciones internacionales
| Torneo        | Sede              | Resultado        |
| ------------- | ----------------- | ---------------- |
| Eurocopa 2012 | Polonia y Ucrania | Cuartos de final |

## Clubes
| Club                  | País            | Año       |
| --------------------- | --------------- | --------- |
| F. K. Drnovice        | República Checa | 2003      |
| 1. F. C. Slovácko     | República Checa | 2003-2006 |
| F. K. Jablonec        | República Checa | 2006-2007 |
| Sparta de Praga       | República Checa | 2007-2008 |
| F. C. Viktoria Plzeň  | República Checa | 2008-2012 |
| F. C. Augsburgo       | Alemania        | 2012-2013 |
| F. C. Viktoria Plzeň  | República Checa | 2013-2019 |
| 1. F. C. Slovácko     | República Checa | 2019-2025 |
| F. K. Viktoria Žižkov | República Checa | 2025-     |

## Palmarés

### Campeonatos nacionales
| Título                               | Club                 | País            | Año  |
| ------------------------------------ | -------------------- | --------------- | ---- |
| Copa de la República Checa           | F. C. Viktoria Plzeň | República Checa | 2010 |
| Liga de Fútbol de la República Checa | F. C. Viktoria Plzeň | República Checa | 2011 |
| Supercopa de la República Checa      | F. C. Viktoria Plzeň | República Checa | 2011 |
| Liga de Fútbol de la República Checa | F. C. Viktoria Plzeň | República Checa | 2015 |
| Supercopa de la República Checa      | F. C. Viktoria Plzeň | República Checa | 2015 |
| Liga de Fútbol de la República Checa | F. C. Viktoria Plzeň | República Checa | 2016 |
| Liga de Fútbol de la República Checa | F. C. Viktoria Plzeň | República Checa | 2018 |
| Copa de la República Checa           | 1. F. C. Slovácko    | República Checa | 2022 |